# Grandevent
Grandevent est une commune suisse du canton de Vaud, située dans le district du Jura-Nord vaudois.

## Histoire
Grandevent, mentionné au XVIe siècle sous le nom de Grandevens, est également connu sous le nom de Vers-chez-Giroud du nom d'une famille bourgeoise. Constitué en communauté distincte en 1730 lors du démembrement de la métralie de Fiez, le village fait partie du district de Grandson de 1798 à 2007.
Grandevent relève de la paroisse de L'Arnon. Composée uniquement de maisons d'habitation et vivant des seules activités agricoles, la commune, depuis les années 1970, connaît un certain développement démographique, grâce aux améliorations et corrections routières avec le littoral. Même si se pose le problème des dessertes, plusieurs maisons individuelles, habitées par des personnes travaillant à Grandson ou Yverdon (plus de quatre cinquièmes de navetteurs en 2000), ont été construites au fil des années.

## Géographie
Grandevent se trouve sur les premières pentes du Jura, à 5 kilomètres de Grandson. Le territoire de la commune comprend, en plus du village, le hameau de Vers-chez-Grison et l'estivage du Grand-Brelingard.

## Population

### Surnom
Les habitants de la commune sont surnommés les Coqs,.

### Démographie
Grandevent compte 99 habitants en 1803, 152 en 1850, 113 en 1900, 73 en 1950, 144 en 2000 et 237 au 31 décembre 2022.